# Élections régionales de 2018 dans le Latium
Les élections régionales de 2018 au Latium se tiennent le dimanche 4 mars 2018 afin d'élire le président de la région et les 50 autres membres de la XIIe législature du conseil régional de la région du Latium. L'élection se déroulait en même temps que l'élection générale italienne et l'élection régionale en Lombardie.
Le candidat du Parti démocrate Nicola Zingaretti remporte à nouveau la présidence de la région, tandis que la coalition de centre-gauche le soutenant recule de quelques sièges et perd sa majorité absolue au conseil régional.

## Contexte
Aux dernières élections régionales, Nicola Zingaretti succède à Renata Polverini, du Peuple de la liberté, qui a dû quitter ses fonctions à la suite de scandales d'utilisation de fonds publics,,. Zingaretti est élu gouverneur avec 40,65% des votes et sa coalition de centre-gauche remporte 28 sièges, obtenant la majorité absolue.

## Mode de scrutin
L'élection se tient selon les principes généraux d'une nouvelle loi électorale, adopté durant le mandat précédent : le président de la région est élu au suffrage universel direct et au scrutin uninominal majoritaire à un tour avec prime de majorité pour la liste ou la coalition le soutenant. Le conseil régional compte un total de 51 membres : 49 conseillers élus à la proportionnelle, le président élu et le candidat défait à la présidence ayant rassemblé le plus grand nombre de voix.
Le jour du scrutin, l'électeur vote deux fois (sur un même bulletin de vote). Il accorde un suffrage à l'un des candidats à la présidence de la région et un suffrage à un parti politique. Le panachage est autorisé : l'électeur est libre de voter pour un parti ne soutenant pas le candidat qu'il a choisi.
À l'issue du dépouillement, est proclamé élu président de la région le candidat ayant recueilli le plus grand nombre de suffrages exprimés. Si le parti ou la coalition soutenant le président élu n'a pas remporté au moins 60 % des sièges à pourvoir, il reçoit une « prime de majorité » (en italien : premio de maggioranza) : 10 sièges, constitués de candidats non-élus sur les listes régionales de la coalition, choisis grâce à la méthode du quotient et du ratio le plus élevé. Les 39 conseillers restants sont élus à la proportionnelle avec la méthode Hagenbach-Bishoff, selon les cinq districts électoraux, correspondant aux quatre provinces et la ville de Rome.

### Répartition des sièges
| Provinces                 | Sièges | +/-           |  |
| Frosinone                 | 4      | 1             |  |
| Latina                    | 5      | 2             |  |
| Rieti                     | 1      | 1             |  |
| Rome                      | 37     | 7             |  |
| Viterbe                   | 2      | 1             |  |
| Candidats à la présidence | 2      | 10            |  |
| Total                     | 51     | en stagnation |  |

## Résultats
|                                  |                                  |            |            |                      |                                   |                            |           |         |         |               |               |       |  |
| Présidence                       | Présidence                       | Présidence | Présidence | Présidence           | Conseil                           | Conseil                    | Conseil   | Conseil | Conseil | Conseil       | Conseil       | Total |  |
| Candidats                        | Candidats                        | Votes      | %          | Sièges               | Partis                            | Partis                     | Votes     | %       | +/-     | Sièges        | +/-           | Total |  |
|                                  | Nicola Zingaretti (PD)           | 1 018 736  | 32,92      | 1                    |                                   |                            |           |         |         |               |               |       |  |
|                                  | Nicola Zingaretti (PD)           | 1 018 736  | 32,92      | 1                    | Parti démocrate (PD)              | 539 131                    | 21,25     | 8,47    | 18      | 5             |               |       |  |
|                                  | Nicola Zingaretti (PD)           | 1 018 736  | 32,92      | 1                    | Liste Zingaretti                  | 110 080                    | 4,34      | 0,17    | 3       | 1             |               |       |  |
|                                  | Nicola Zingaretti (PD)           | 1 018 736  | 32,92      | 1                    | Libres et égaux (LeU)             | 88 416                     | 3,48      | Nv.     | 1       | 1             |               |       |  |
|                                  | Nicola Zingaretti (PD)           | 1 018 736  | 32,92      | 1                    | +Europa (+Eu)                     | 52 451                     | 2,07      | Nv.     | 1       |               |               |       |  |
|                                  | Nicola Zingaretti (PD)           | 1 018 736  | 32,92      | 1                    | Centre solidaire                  | 48 872                     | 1,93      | Nv.     | 1       | 1             |               |       |  |
|                                  | Nicola Zingaretti (PD)           | 1 018 736  | 32,92      | 1                    | Italie Europe Ensemble (IEI)      | 28 443                     | 1,12      | Nv.     | –       | en stagnation |               |       |  |
| Total Centre-gauche              | Total Centre-gauche              | 1 018 736  | 32,92      | 1                    | 867 393                           | 34,19                      | 7,45      | 24      | 6       | 25            |               |       |  |
|                                  | Stefano Parisi (EpI)             | 964 757    | 31,18      | 1                    |                                   |                            |           |         |         |               |               |       |  |
|                                  | Stefano Parisi (EpI)             | 964 757    | 31,18      | 1                    | Forza Italia (FI)                 | 371 155                    | 14,63     | 6,57    | 6       | 3             |               |       |  |
|                                  | Stefano Parisi (EpI)             | 964 757    | 31,18      | 1                    | Ligue (Lega)                      | 252 772                    | 9,96      | Nv.     | 4       | 4             |               |       |  |
|                                  | Stefano Parisi (EpI)             | 964 757    | 31,18      | 1                    | Frères d'Italie (FdI)             | 220 460                    | 8,69      | 4,85    | 3       | 2             |               |       |  |
|                                  | Stefano Parisi (EpI)             | 964 757    | 31,18      | 1                    | Nous avec l'Italie (NcI)          | 41 234                     | 1,63      | Nv.     | 1       | 1             |               |       |  |
|                                  | Stefano Parisi (EpI)             | 964 757    | 31,18      | 1                    | Énergies pour l'Italie (EpI)      | 37 043                     | 1,46      | Nv.     | 0       | en stagnation |               |       |  |
| Total Centre-droit               | Total Centre-droit               | 964 757    | 31,18      | 1                    | 922 664                           | 36,37                      | 3,57      | 14      | 2       | 15            |               |       |  |
|                                  | Roberta Lombardi                 | 835 137    | 26,99      | 0                    |                                   | Mouvement 5 étoiles (M5S)  | 559 752   | 22,06   | 5,42    | 10            | 3             | 10    |  |
|                                  | Sergio Pirozzi                   | 151 339    | 4,89       | 0                    |                                   |                            |           |         |         |               |               |       |  |
|                                  | Sergio Pirozzi                   | 151 339    | 4,89       | 0                    | Sergio Pirozzi pour la présidence | 93 942                     | 3,70      | Nv.     | 1       | 1             |               |       |  |
|                                  | Sergio Pirozzi                   | 151 339    | 4,89       | 0                    | Liste Nathan (PLI-PRI)            | 3 443                      | 0,14      | Nv.     | –       | en stagnation |               |       |  |
| Total Pirozzi pour la présidence | Total Pirozzi pour la présidence | 151 339    | 4,89       | 0                    | 97 385                            | 3,84                       | Nv.       | 1       | 1       | 1             |               |       |  |
|                                  | Mauro Antonini                   | 59 898     | 1,94       | 0                    |                                   | CasaPound (CPI)            | 42 609    | 1,68    | 1,02    | 0             | en stagnation | 0     |  |
|                                  | Elisabetta Canitano              | 43 895     | 1,42       | 0                    |                                   | Pouvoir au peuple ! (PaP)  | 33 372    | 1,32    | Nv.     | 0             | en stagnation | 0     |  |
|                                  | Jean-Léonard Touadi              | 7 708      | 0,25       | 0                    |                                   | Civica Popolare (CP)       | 6 073     | 0,24    | Nv.     | 0             | en stagnation | 0     |  |
|                                  | Giovanni Paolo Azzaro            | 7 614      | 0,25       | 0                    |                                   | Démocratie chrétienne (DC) | 5 325     | 0,21    | Nv.     | 0             | en stagnation | 0     |  |
|                                  | Stefano Rosati                   | 4 952      | 0,16       | 0                    |                                   | Reconquérir l'Italie       | 2 565     | 0,10    | Nv.     | 0             | en stagnation | 0     |  |
|                                  |                                  |            |            |                      |                                   |                            |           |         |         |               |               |       |  |
| Votes valides                    | Votes valides                    | 3 094 036  | 97,26      |                      | Votes valides                     | Votes valides              | 2 537 138 | 79,75   |         |               |               |       |  |
| Votes blancs et nuls             | Votes blancs et nuls             | 87 199     | 2,74       | Votes blancs et nuls | Votes blancs et nuls              | 644 097                    | 20,25     |         |         |               |               |       |  |
| Total candidats                  | Total candidats                  | 3 181 235  | 100        | 2                    | Total partis                      | Total partis               | 3 181 235 | 100     | -       | 49            | 10            | 51    |  |
| Abstentions                      | Abstentions                      | 1 598 855  | 33,45      |                      |                                   |                            |           |         |         |               |               |       |  |
| Inscrits/participation           | Inscrits/participation           | 4 780 090  | 66,55      |                      |                                   |                            |           |         |         |               |               |       |  |